# شهرستان پیشکوی
ناحیهٔ پیشکوی (ازبکی: Peshku tumani، پېشکو تومنی) از ناحیه‌های استان بخارا در ازبکستان است. مرکز این ناحیه شهر ینگی‌بازار است.